# Stomatium trifarium
Stomatium trifarium är en isörtsväxtart som beskrevs av L. Bol. Stomatium trifarium ingår i släktet Stomatium och familjen isörtsväxter. Inga underarter finns listade i Catalogue of Life.

## Bildgalleri

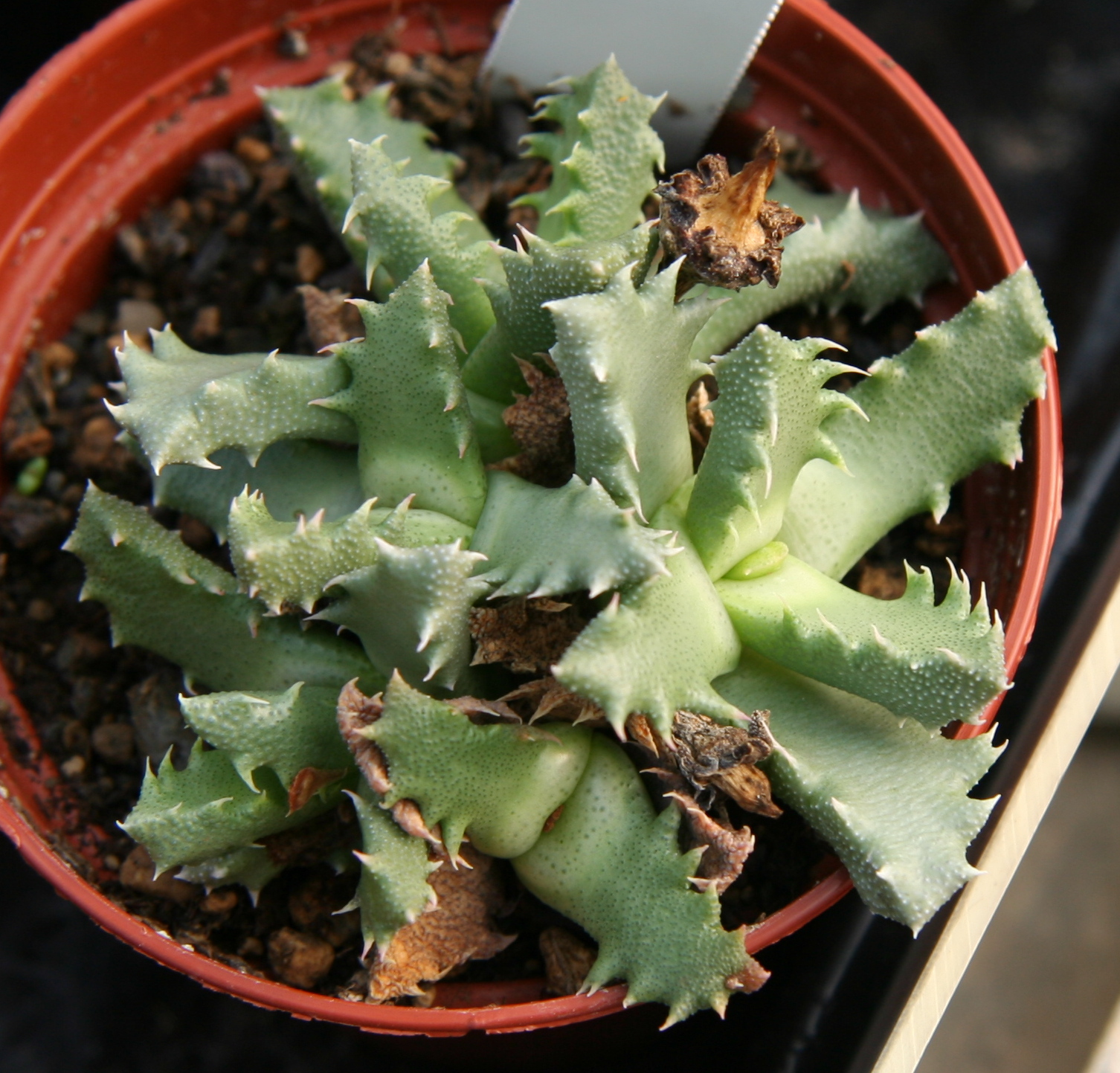